# Freia
Freia var en norsk slikproducent, der blev grundlagt i 1889. Det var Norges største producent af chokolade, indtil selskabet blev opkøbt og indlemmet i Kraft Foods i 1993. Fabrikken blev i 1892 købt af Johan Throne Holst, som efterfølgende udviklede Freia til den dominerende chokoladefabrik i Norge. Freia engagerede sig både i arbejdsmiljøtiltag og kultur med blandt andet Freiaparken og Freia-salen. Siden starten har fabrikken ligget på Johan Throne Holsts plass 1 i Rodeløkka i bydelen Grünerløkka i Oslo.
På baggrund af dets berømte produkter producerer Freia stadig flere slags slikbarer med nødder, rosiner, cookie og Daimstykker. Brandet er blevet markedsført som en del af Norges nationalromantik, og deres slogan er "Et lite stykke Norge" (et lille stykke af Norge). Blandt deres mest berømte produkter er kiksechokoladen Kvikk Lunsj, der er blevet fremstillet siden 1937.

## Historie
Firmaet blev grundlagt i 1889, men blev først rigtigt succesfuldt i 1892, da Holst overtog styringen. Han indså, at der var et marked for mælkechokolade udover den mørke chokolade, og andre mindre produkter, som virksomheden producerede på dette tidspunkt.
Ved århundredskiftet var Freia Norges førende slikproducent.
Baseret på succesen i Norge grundlagde Throne-Holst-familien, som boede i Residence-bygget i Trondheim, i 1916 chokoladefabrikken Marabou i Upplands Väsby udenfor Stockholm. På grund af et eksisterende svensk varemærke måtte man vælge et andet navn til den svenske fabrik, og man valgte da at tage udgangspunkt i artsnavnet på fuglen i Freias logo, Marabustorken.
I 1990 købte Freia alle aktierne i Marabou. Den 12. oktober 1992 solgte Norsk Hydro, Procordia og finske Paulig deres aktier i Freia Marabou til Philip Morris-selskabet Kraft General Foods, tilsammen 55% af aktierne. Nogle uger senere solgte Hershey Foods sine aktier (18,6 %), hvilket gav Philip Morris fuld kontrol i Freia. Den 22. april 1993 gav Næringsdepartementet Kraft General Foods Holding Norway Inc licens til at overtage samtlige aktier i Freia Marabou AS.
Efter Krafts opkøb er der fortsat en vis drift tilbage på Freias fabrik i Oslo. Store dele af produktonen er blevet sendt til Litauen, Estland og Sverige efter omstruktureringer i moderselskabet i midten af 2000'erne.